# Diocesi di Eumenia
La diocesi di Eumenia (in latino Dioecesis Eumenensis) è una sede soppressa e sede titolare della Chiesa cattolica.

## Storia
Eumenia, identificabile con Icekli (Isecli) nell'odierna Turchia, è un'antica sede episcopale della provincia romana della Frigia Pacaziana nella diocesi civile di Asia. Faceva parte del patriarcato di Costantinopoli ed era suffraganea dell'arcidiocesi di Laodicea.
La diocesi è documentata nelle Notitiae Episcopatuum del patriarcato di Costantinopoli fino al XII secolo.
Il primo vescovo conosciuto di Eumenia è Trasea, menzionato nel Martirologio romano alla data del 27 ottobre: «Presso Smirne, nell'odierna Turchia, san Traséa, vescovo di Icekli in Frigia e martire». Altri vescovi conosciuti di questa antica diocesi sono: Teodoro, che sottoscrisse tramite il sacerdote Profuturo i canoni del concilio di Costantinopoli del 381; Eugenio, noto per un'iscrizione scoperta a Icekli e databile tra IV e VII secolo; Leone, che assistette al concilio di Nicea del 787; Paolo e Epifanio, che parteciparono al concilio di Costantinopoli dell'879-880 che riabilitò il patriarca Fozio di Costantinopoli. Un anonimo vescovo di Eumenia chiese a Simeone Magistros di scrivere una lettera al patriarca Nicola II Crisoberge a favore della sua Chiesa sottoposta a incursioni e saccheggi; la lettera è datata dopo il 981. Due vescovi, Stiliano e Giannichio, sono documentati da sigilli vescovili, datati al X secolo.
Dal XVIII secolo Eumenia è annoverata tra le sedi vescovili titolari della Chiesa cattolica; la sede è vacante dal 20 dicembre 2001.

## Cronotassi

### Vescovi greci
- San Trasea †
- Teodoro † (menzionato nel 381)
- Eugenio † (IV/VII secolo)
- Leone † (menzionato nel 787)
- Paolo † (menzionato nell'879)[8]
- Epifanio † (menzionato nell'879)[9]
- Stiliano † (prima metà del X secolo)[10]
- Giannichio † (prima metà del X secolo)[11]
- Anonimo † (dopo il 981)

### Vescovi titolari
- Louis-François Du Plessis de Mornay, O.F.M.Cap. † (26 febbraio 1714 - 26 dicembre 1727 succeduto vescovo di Québec)
- Erasmo Bortoni † (8 febbraio 1730 - ?)
- Francesco Agostino de La Roque, B. † (11 settembre 1775 - ?)
- Giuseppe Maria Alberti † (21 marzo 1843 - 30 ottobre 1851 succeduto vescovo di Sira)
- Louis-Eugène Regnault † (15 marzo 1852 - 16 dicembre 1852 succeduto vescovo di Chartres)
- Giovanni Domenico Falconi † (25 giugno 1858 - 25 dicembre 1862 deceduto)[12]
- Ramón María de San José Moreno y Castañeda, O.Carm. † (22 dicembre 1873 - 22 settembre 1879 nominato vescovo del Chiapas)
- Isidore-Joseph du Rousseaux † (27 febbraio 1880 - 12 novembre 1880 nominato vescovo di Tournai)
- Nicola Pace † (12 maggio 1881 - 25 dicembre 1888 deceduto)
- Laurent Guillon, M.E.P. † (28 dicembre 1889 - 2 luglio 1900 deceduto)
- William Miller, O.M.I. † (17 settembre 1904 - 9 novembre 1927 deceduto)
- John Michael McNamara † (16 dicembre 1927 - 26 novembre 1960 deceduto)
- Theodorus Gerardus Antonius Hendriksen † (21 gennaio 1961 - 20 dicembre 2001 deceduto)